# ماهواره شوالیه سیاه

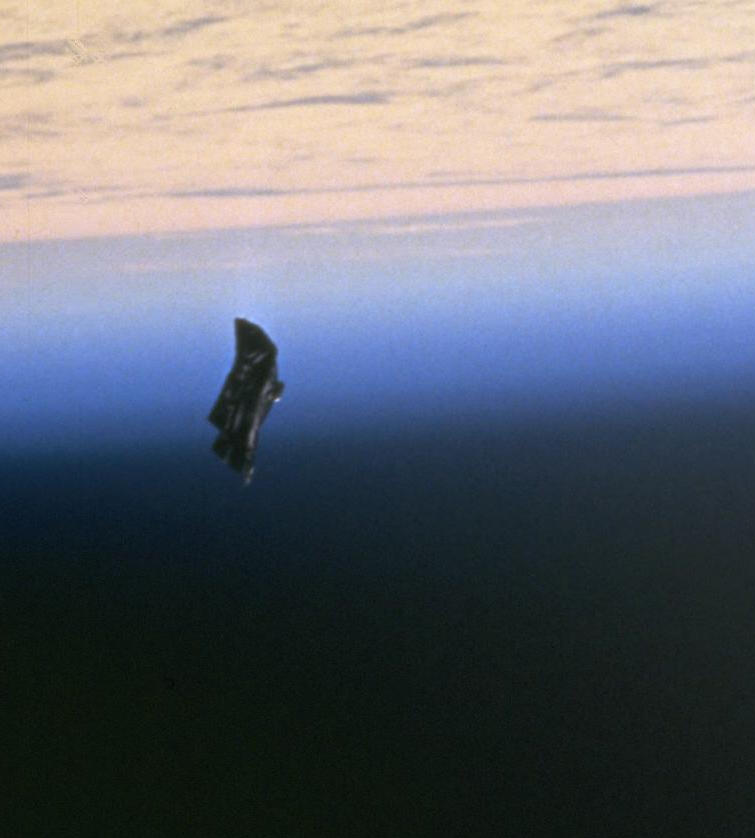
جزئیات عکس ناسا به شمارهٔ STS088-724-66 این شی را به عنوان یک «باقی‌ماندهٔ فضایی» توصیف می‌کند, این شی توسط نظریه‌پردازان توطئه به عنوان یک ماهواره از بیگانگان «شوالیهٔ سیاه» خوانده شد

شوالیهٔ سیاه ماهواره‌ای است که به ادعای برخی از نظریه‌پردازان توطئه یک شیء حدود ۱۳٬۰۰۰ ساله با منبع فرازمینی در مدار زمین و در نزدیکی مدار قطبی بوده‌است. منتقدان و جریان اصلی دانشگاهیان آن را یک تئوری توطئه و افسانه خواندند که ترکیبی از چندین قضیه و داستان نامربوط است.
بر طبق برخی گفته ها این شی فضایی زمانی توسط بشر کشف شد که هنوز انسان موفق به ساخت ماهواره نشده بود.
این شی یک زباله فضایی نیست
برخی نظریات مبنی بر این است که ماهواره های اولیه بر اساس الگو برداری از شوالیه سیاه تولید شده‌اند

## تاریخچه
با توجه به نظریه‌پردازان توطئه‌های بشقاب پرندهٔ شوالیهٔ سیاه «بیگانه ماهواره‌ای است که برای ۱۳٬۰۰۰ سال دور زمین می‌چرخیده»؛ اما این شی افسانه‌ای بیشتر شبیه تلفیقی از چندین قطعه از هم جدا شده می‌باشد. 